# Lujerdiu, Cluj
Lujerdiu este un sat în comuna Cornești din județul Cluj, Transilvania, România.

## Monumente istorice
- Biserica de zid „Sfinții Arhangheli Mihail și Gavriil"

## Imagini

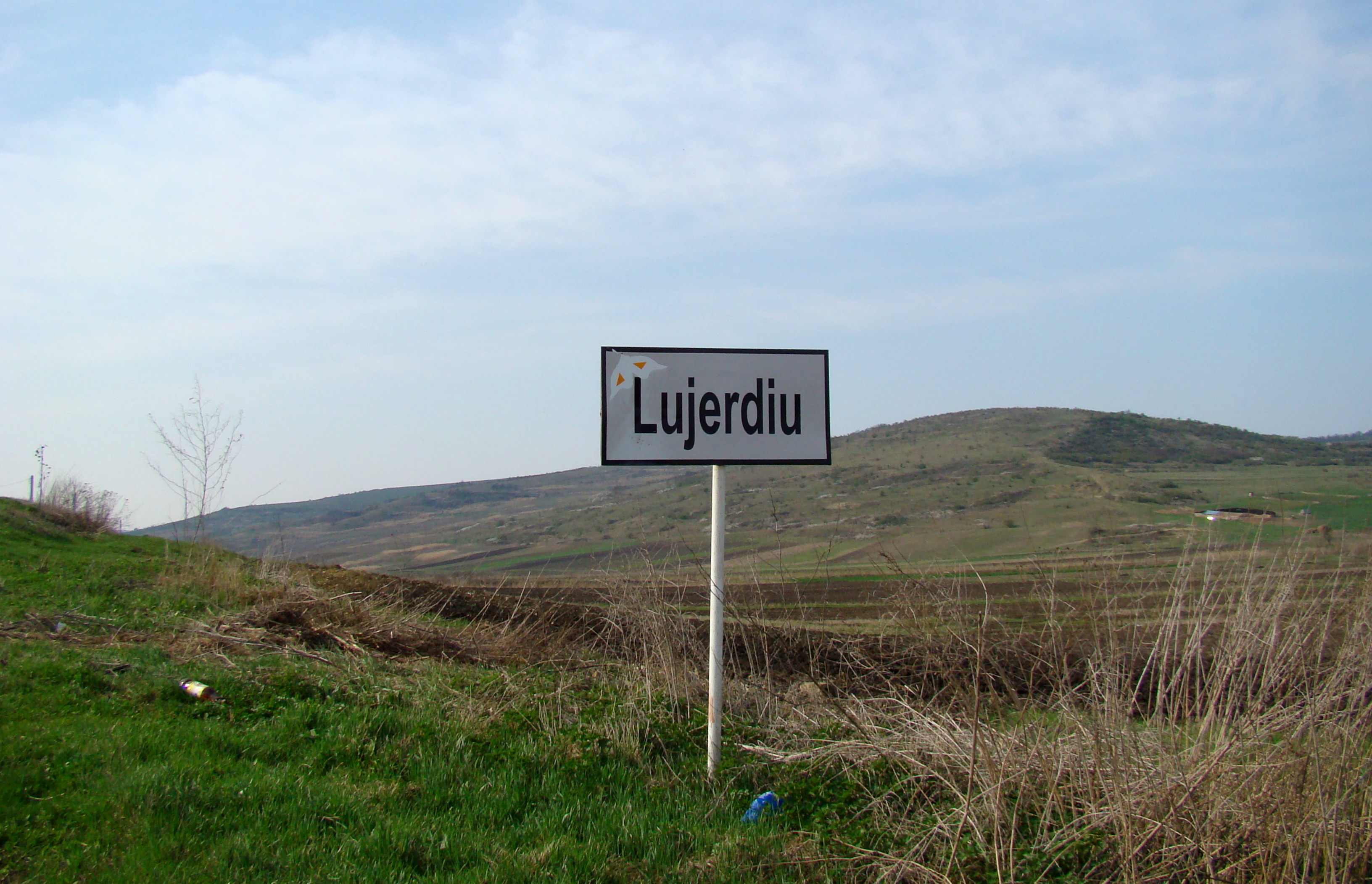
Intrarea în localitate
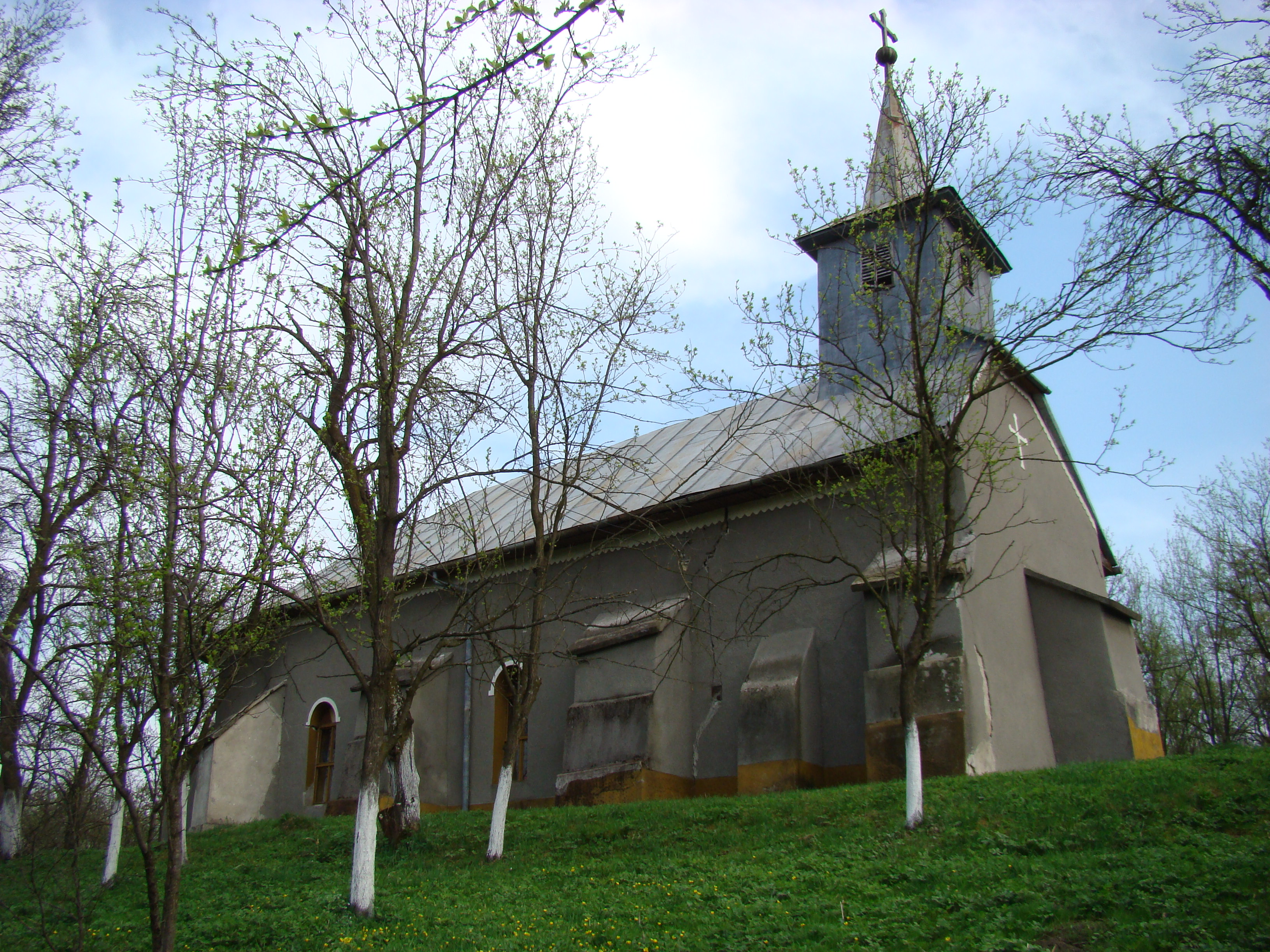
Biserica „Sfinții Arhangheli”
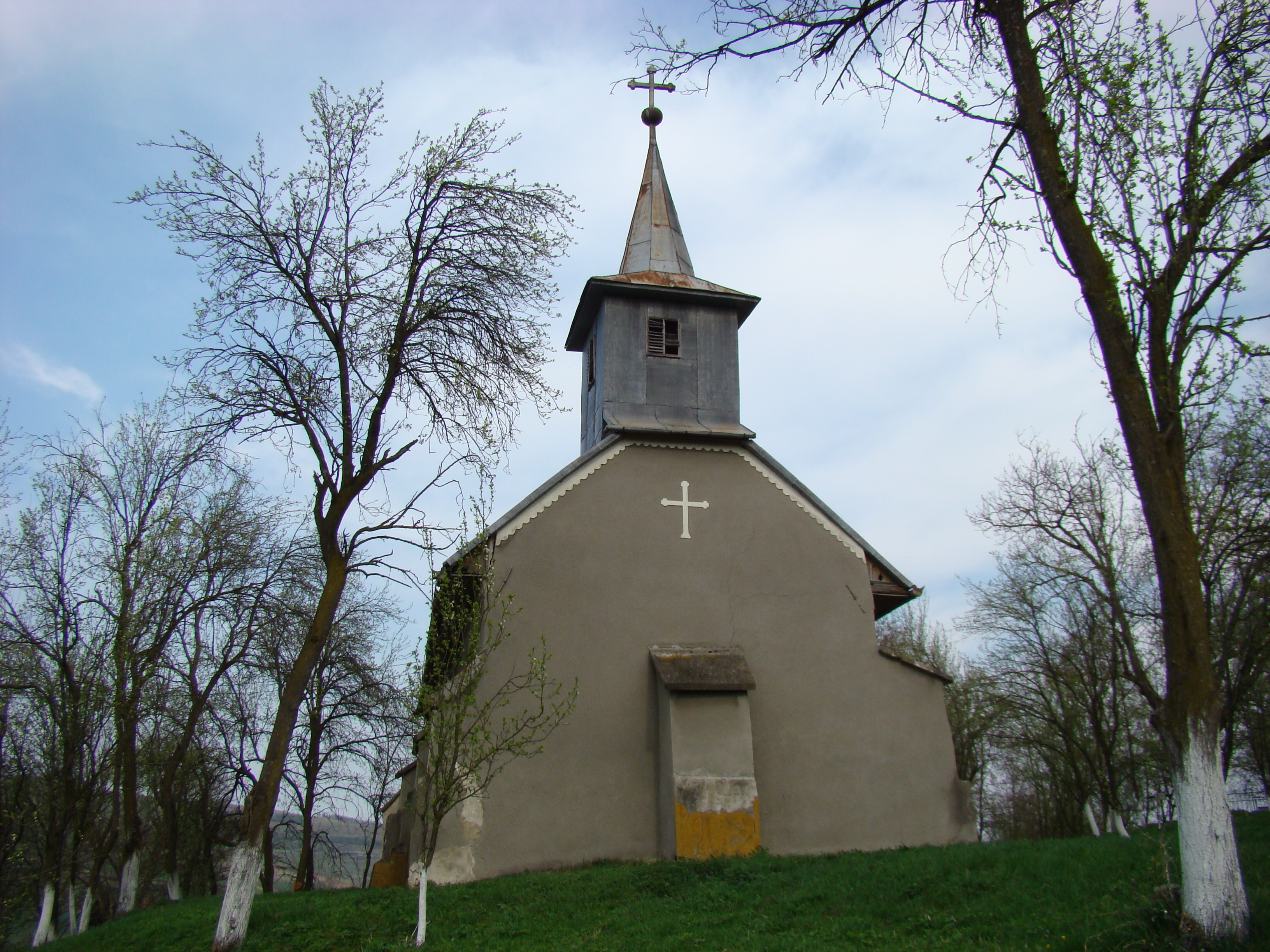
Biserica „Sfinții Arhangheli”
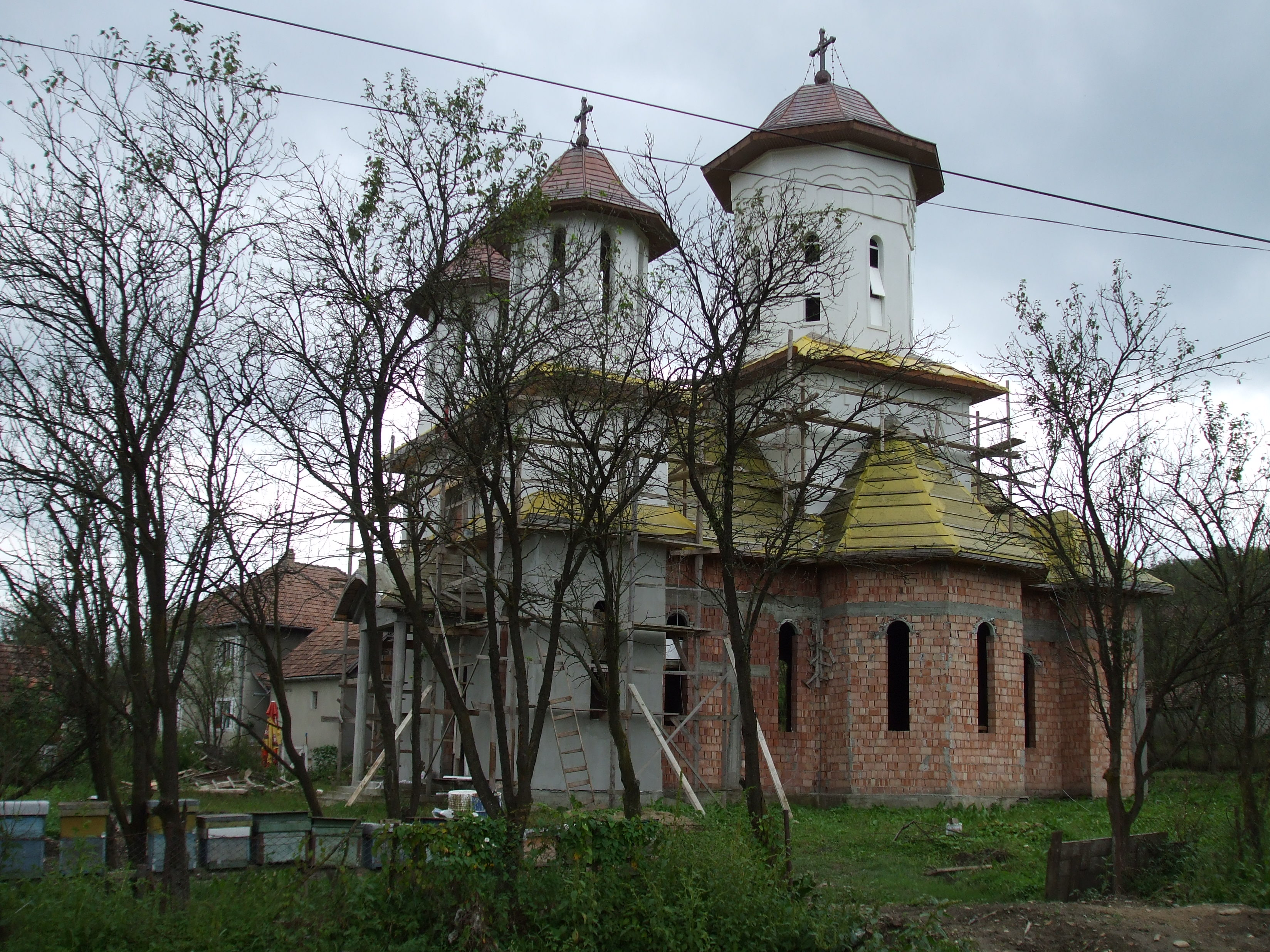
Noua biserică ortodoxă din Lujerdiu.
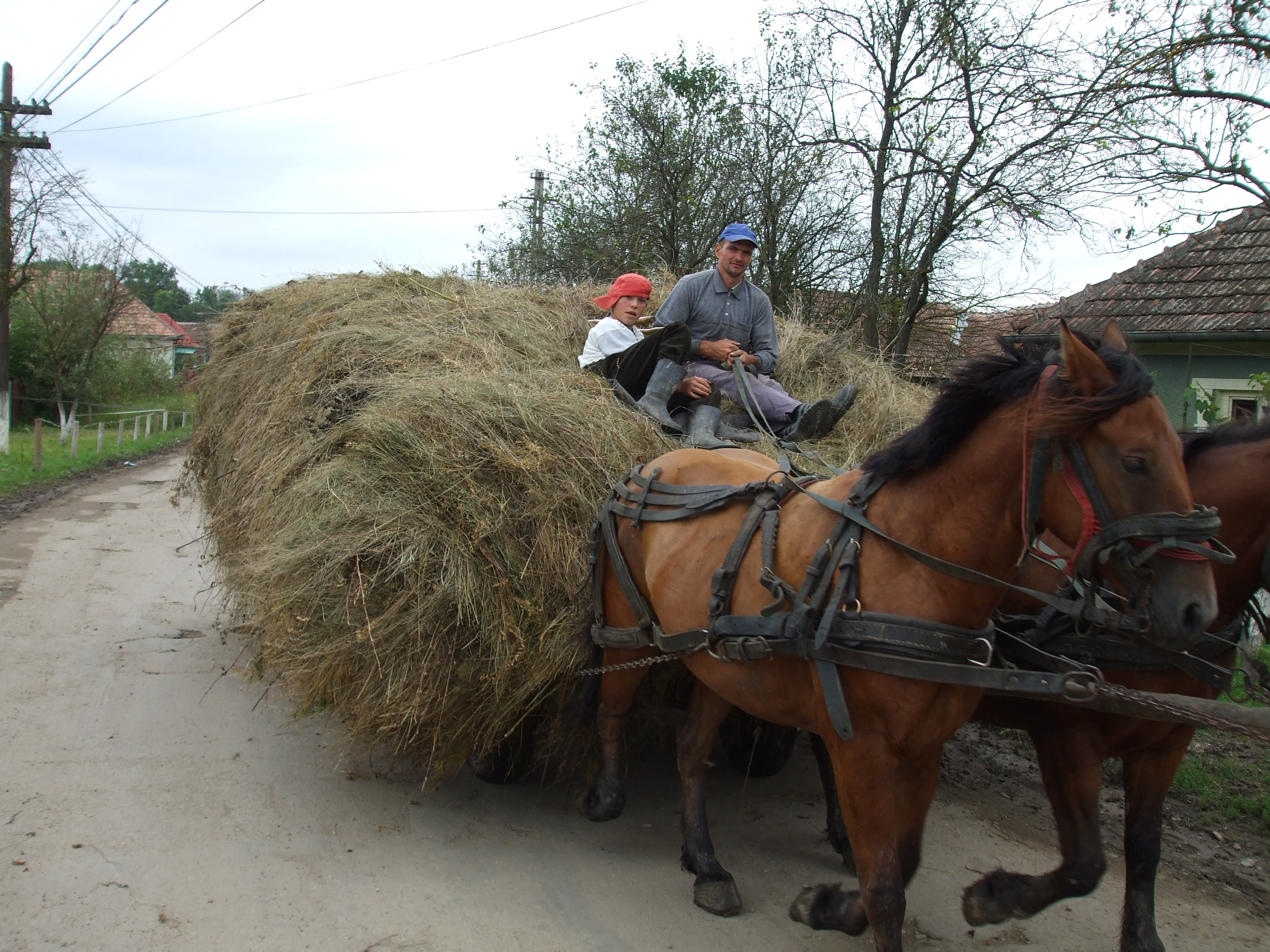
Lujerdiu - Căratul fânului.
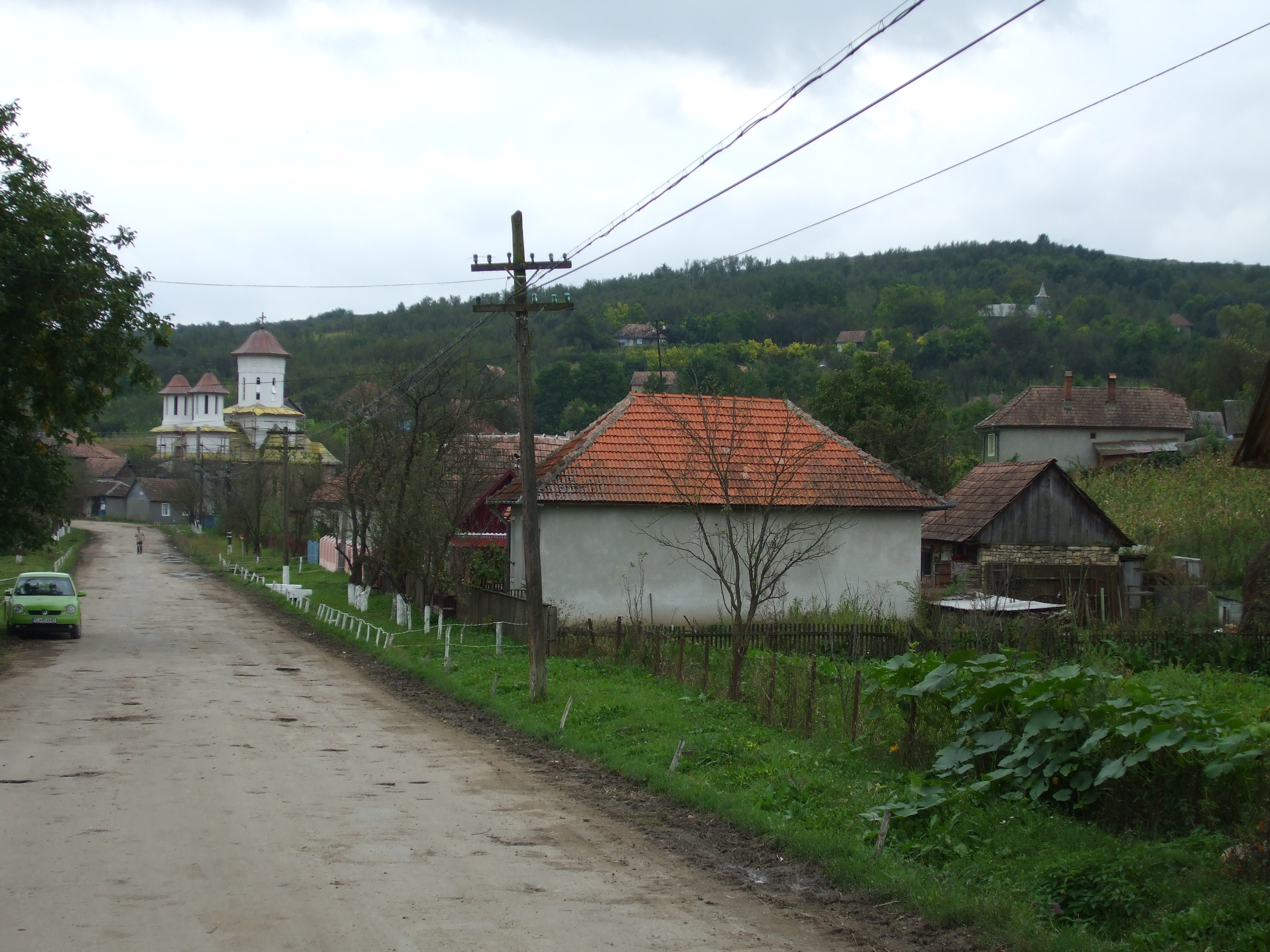